# Ternant-les-Eaux
Ternant-les-Eaux é uma comuna francesa na região administrativa de Auvérnia-Ródano-Alpes, no departamento Puy-de-Dôme. Estende-se por uma área de 3,55 km². Em 2010 a comuna tinha 36 habitantes (densidade: 10,1 hab./km²).